# 7. Infanterie-Brigade Nr. 88

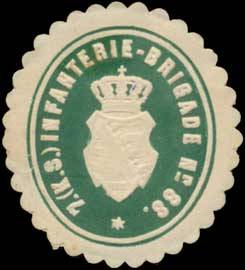
Siegelmarke der 7. Infanterie-Brigade Nr. 88

Die 7. Infanterie-Brigade Nr. 88 war ein Großverband der Sächsischen Armee.

## Geschichte
Die Brigade wurde durch Verordnung des Kriegsministeriums zum 1. April 1897 mit Kommando in Dresden errichtet. Sie gehörte zur 1. Division Nr. 23 und ihr waren das 12. und 13. Infanterie-Regiment unterstellt. Mit der Bildung 4. Division Nr. 40 zum 1. April 1899 wurde die Brigade diesem Großverband unterstellt und erhielt Chemnitz als neuen Sitz des Kommandos zugewiesen. Zu diesem Zeitpunkt schieden die beiden Infanterieregimenter aus dem Brigadeverband aus und wurden durch das 5. Infanterie-Regiment „Prinz Friedrich August“ Nr. 104, das 3. Jäger-Bataillon Nr. 15 und das 2. Pionier-Bataillon Nr. 22 ersetzt. Außerdem wurden ihr die Bezirkskommandos Chemnitz I und II zugewiesen. Zum 1. April 1900 ging das 3. Jäger-Bataillon Nr. 15 im 15. Infanterie-Regiment Nr. 181 auf und 1902 schied das Pionier-Bataillon aus dem Brigadeverband aus.
Zu Beginn des Ersten Weltkriegs wurde der Brigade die 2. Eskadron des 2. Husaren-Regiments Nr. 19 unterstellt, deren Hauptaufgabe in der Aufklärung lag. Am 6. März 1915 trat das 10. Infanterie-Regiment Nr. 134 zur Brigade, die sich ab diesem Zeitpunkt zu drei Regimentern formierte.
Im Verlauf des Krieges war die Brigade in die Kämpfe um Dinant eingebunden, die später als Massaker von Dinant bekannt wurden. Sie nahm an den Schlachten an der Aisne und  Marne teil, ging Mitte September 1914 in den Stellungskrieg in der Champagne und wurde in Flandern sowie im Artois eingesetzt. Dort kämpften die unterstellten Regimenter in der Lorettoschlacht sowie der Herbstschlacht bei La Bassée und Arras. Nach der Schlacht an der Somme beteiligte sich die Brigade ab November 1916 an den Stellungskämpfen im Wytschaete-Bogen. Im Oktober 1917 verlegte sie an die Ostfront und war in die Stellungskämpfe zwischen Njemen-Beresina-Krewo-Smorgon-Narotsch-Tweretsch eingebunden. Nach dem Waffenstillstand kehrte die Brigade an die Westfront zurück, lag dort in Stellungskämpfen und nahm im Juni 1918 an der Schlacht an der Aisne teil. Bis Kriegsende befand sich die Brigade in permanenten Abwehrkämpfen. Mit dem Waffenstillstand von Compiègne erfolgte die Räumung des besetzten Gebietes und Verlegung in die Heimat nach Chemnitz. Dort wurde die Brigade bis Mitte Januar 1919 demobilisiert und schließlich aufgelöst.

## Kommandeure
| Dienstgrad   | Name                           | Datum                                                          |
| ------------ | ------------------------------ | -------------------------------------------------------------- |
| Generalmajor | Rudolf Jungblut                | 24. März 1897 bis 15. November 1898                            |
| Generalmajor | Julius Basse                   | 16. November 1898 bis 25. März 1899                            |
| Generalmajor | Heinrich Kirchhoff             | 26. März 1899 bis 23. Juli 1903                                |
| Generalmajor | Theodor Richter                | 24. Juli 1903 bis 22. März 1905                                |
| Generalmajor | Friedrich Otto Wahle           | 23. März 1905 bis 19. April 1906                               |
| Generalmajor | Ludolf von Bosse               | 20. April 1906 bis 18. August 1907                             |
| Oberst       | Ernst von Kaufmann             | 19. August bis 20. September 1907 (mit der Führung beauftragt) |
| Generalmajor | Ernst von Kaufmann             | 21. September 1907 bis 19. März 1911                           |
| Generalmajor | Karl Falcke                    | 20. März 1911 bis 30. September 1913                           |
| Generalmajor | Georg Bärensprung              | 01. Oktober 1913 bis 5. Juli 1915                              |
| Generalmajor | Woldemar Vitzthum von Eckstädt | 06. Juli 1915 bis 17. Juli 1916                                |
| Oberst       | Heinrich von Zeschau           | 18. Juli 1916 bis 1918                                         |
| Oberst       | Max Schmidt                    | 1918 bis 31. März 1918                                         |
| Oberst       | Felix Reichardt                | 01. April 1918 bis 10. Januar 1919                             |